# Cam Đức
Cam Đức là thị trấn huyện lỵ của huyện Cam Lâm, tỉnh Khánh Hòa, Việt Nam.

## Địa lý
Thị trấn Cam Đức nằm ở trung tâm huyện Cam Lâm, có vị trí địa lý: 
- Phía đông giáp xã Cam Hải Đông
- Phía tây giáp xã Cam Hiệp Bắc và xã Cam Hiệp Nam
- Phía nam giáp xã Cam Thành Bắc
- Phía bắc giáp xã Cam Hải Tây.

Thị trấn Cam Đức có diện tích 17,62 km², dân số năm 2020 là 17.177 người, mật độ dân số đạt 974 người/km².

## Lịch sử
Ngày 11 tháng 4 năm 2007, Chính phủ ban hành Nghị định số 65/2007/NĐ-CP về việc thành lập thị trấn Cam Đức trên cơ sở toàn bộ 952 ha diện tích tự nhiên và 10.647 nhân khẩu của xã Cam Đức; 631 ha diện tích tự nhiên và 4.184 nhân khẩu của xã Cam Hải Tây.
Thị trấn Cam Đức có 1.583 ha diện tích tự nhiên và 14.831 nhân khẩu.

## Hành chính
Thị trấn Cam Đức được chia thành 16 tổ dân phố: Nghĩa Đông, Nghĩa Nam, Nghĩa Trung, Nghĩa Bắc, Yên Hòa 1, Yên Hòa 2, Tân Hòa 1, Tân Hòa 2, Bãi Giếng Nam, Bãi Giếng Trung, Bãi Giếng Bắc, Tân Hải, Bãi Giếng 1, Bãi Giếng 2, Bãi Giếng 3, Bãi Giếng 4.